# مسرح السفراء
مسرح السفراء هو أحد مسارح وست اند ويقع في ويست ستريت، بالقرب من كامبريدج سيرك في مدينة وستمنستر. يتسعُ المسرح ل 444 شخصًا وأفتتح بتاريخ 5 يونيو 1913.

## وصلات خارجية
- مسرح السفراء على موقع قاعدة بيانات برودواي على الإنترنت (الإنجليزية)